# Philipp Melanchthon
Philipp Melanchthon, (nom hel·lenitzat de Philipp Schwartzerdt) (16 de febrer 1497 — 19 d'abril del 1560) fou un professor i teòleg alemany seguidor, amic i sistematitzador de Luter que va tenir un paper clau a la Reforma Luterana i va esdevenir el líder del luteranisme després de la mort de Luter.

## Biografia

### Primers anys i educació
Va néixer Philipp Schwarzerdt el 16 de febrer de 1497 a Bretten, on el seu pare Georg Schwarzerdt (1459–1508) era armer de Felip, comte palatí del Rin, que va morir després d'una llarga malaltia quan Philipp tenia onze anys. Aquesta mort prematura i sobretot la convicció religiosa del seu pare en l'adversitat van marcar molt el jove Philipp. La seva mare era Barbara Reuter (1476/77-1529). Era el fill gran d'una família benestant. Bretten va ser cremat el 1689 per les tropes franceses durant la Guerra de Successió del Palatinat. El Melanchthonhaus de la ciutat es va construir al lloc del seu lloc de naixement l'any 1897.
Philipp tenia 11 anys el 1508 quan el seu avi (m. 17 d'octubre) i el seu pare (m. 27 d'octubre) van morir amb onze dies de diferència l'un de l'altre. Ell i un germà van ser portats a Pforzheim per viure amb la seva àvia materna, Elizabeth Reuter, germana de Reuchlin. A Pforzheim el rector, Georg Simler de Wimpfen, el va presentar als poetes llatins i grecs i a Aristòtil. Va ser influenciat pel seu besoncle Johann Reuchlin, un humanista renaixentista, que va suggerir que Philipp seguia un costum comú entre els humanistes de l'època i canviés el seu cognom de Schwartzerdt (literalment 'terra negra'), per l'equivalent grec Melanchthon. (Μελάγχθων ).
L'any següent va ingressar a la Universitat de Heidelberg, on va estudiar filosofia, retòrica, astronomia i astrologia, i es va fer conegut com un erudit del pensament grec. Negat el títol de màster el 1512 a causa de la seva joventut, va anar a Tübingen, on va continuar estudis humanístics però també va treballar en jurisprudència, matemàtiques i medicina. Mentre allà, Johannes Stöffler també li va ensenyar els aspectes tècnics de l'astrologia.
Després d'obtenir un màster el 1516, va començar a estudiar teologia. Sota la influència de Reuchlin, Erasme i altres, es va convèncer que el veritable cristianisme era una cosa diferent de la teologia escolàstica que s'ensenyava a la universitat. Es va convertir en conventor  (repentit) al contubernium  i va instruir els estudiosos més joves. També va donar conferències sobre l'oratòria, sobre Virgili i Livi.
Les seves primeres publicacions incloïen una sèrie de poemes en una col·lecció editada per Jakob Wimpfeling (c. 1511), el prefaci de Epistolae clarorum virorum de Reuchlin  (1514), una edició de Terenci (1516) i un llibre de gramàtica grega (1518).

### Professor a Wittenberg

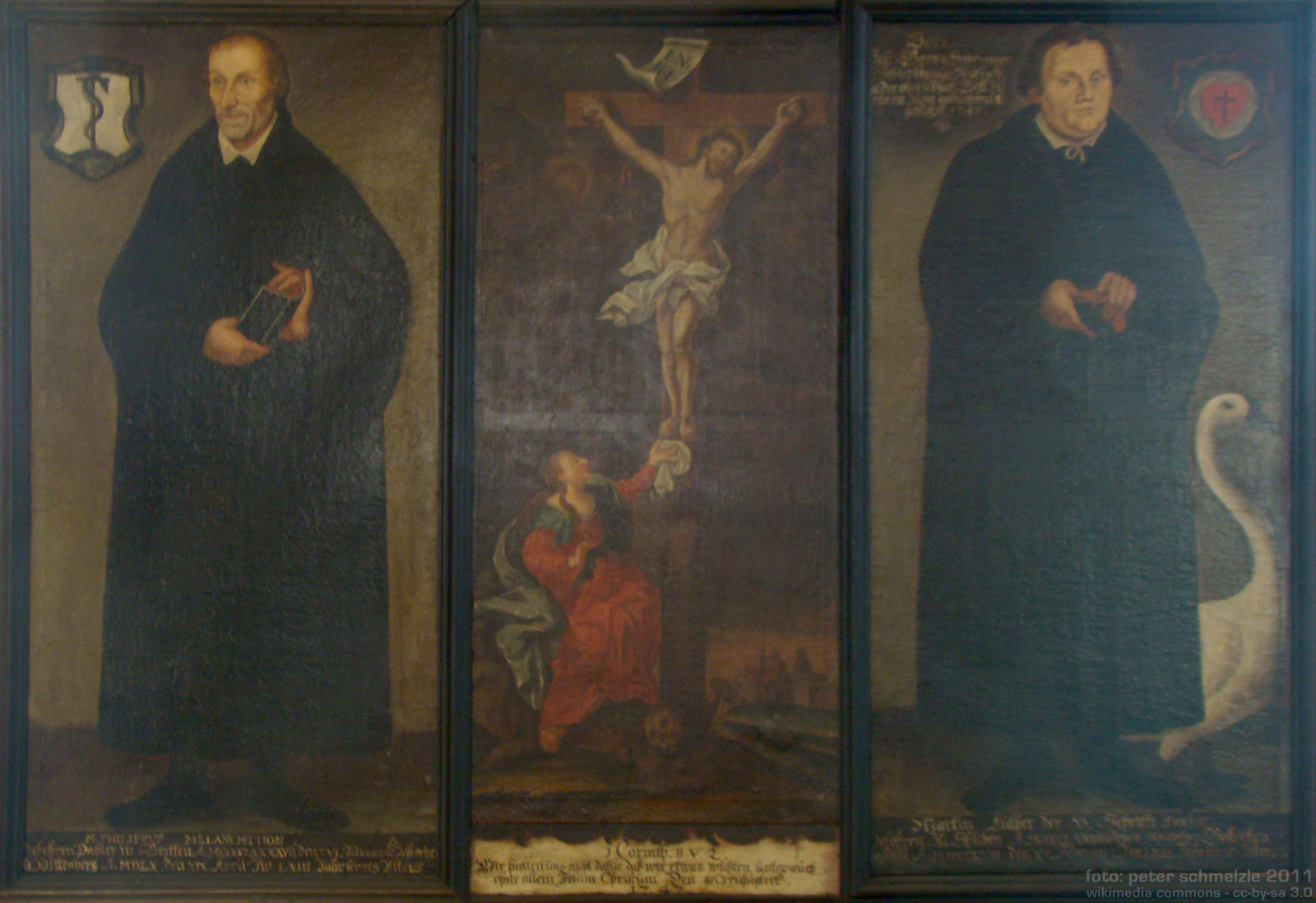
Melanchthon i Luter amb Crist crucificat al mig

Ja reconegut com a reformador, es va oposar a Tübingen. Va acceptar una trucada a la Universitat de Wittenberg de Martin Luter per recomanació del seu besoncle, i es va convertir allí en professor de grec el 1518 a l'edat de 21 anys. Estudia les Escriptures, sobretot de Paul, i la doctrina evangèlica. Va assistir a la disputa de Leipzig (1519) com a espectador, però va participar amb els seus propis comentaris. Després que les seves opinions fossin atacades per Johannes Eck, va respondre basant-se en l'autoritat de l'Escriptura a la seva Defensio contra Johannem Eckium (Wittenberg, 1519).

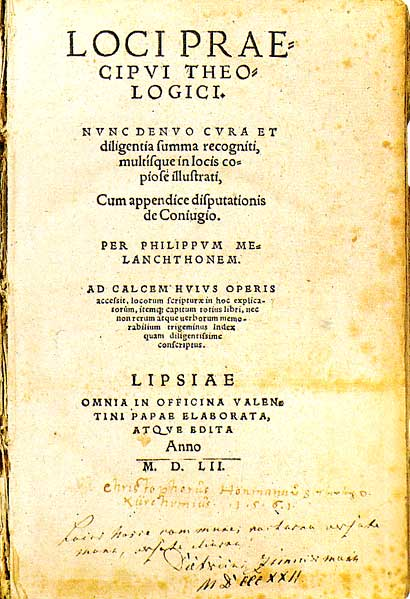
Frontis dels Loci communes d'una edició del 1552

Aviat va ser influït pel luteranisme. Ja el 1519 a la seva disputatio per a obtenir el grau de baccalaureus va defensar els principis de sola scriptura, el que vol dir que per a ella només compten els texts de la bíblia, les «escriptures» i no la tradició ulterior i sola fides i va refusar el dogma de la transsubstanciació.
Després de les conferències sobre l'Evangeli de Matthieu i l'Epístola als Romans, juntament amb les seves investigacions sobre la doctrina paulina, se li va concedir el grau de llicenciat en teologia i el van traslladar a la facultat de teologia. Es va casar amb Katharina Krapp (Katharina Melanchthon), (1497–1557) filla de l'alcalde de Wittenberg, el 25 de novembre de 1520. Van tenir quatre fills: Anna, Philipp, Georg i Magdalen.

### Conflictes teològics

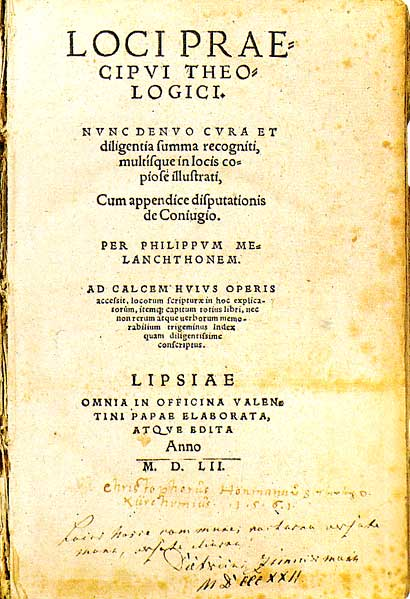
Loci Communes, edició 1552

A principis de 1521, Melanchthon va defensar Luter en el seu Didymi Faventini versus Thomam Placentinum pro M. Luthero oratio (Wittenberg, sd). Va argumentar que Luter va rebutjar només les pràctiques papals i eclesiàstiques que estaven en desacord amb les Escriptures.
L'aparició dels Loci communes rerum theologicarum seu hypotyposes theologicae de Melanchthon (Wittenberg i Basilea, 1521) va ser d'importància posterior per a la Reforma. Melanchthon va discutir els pensaments principals de la Carta de Pau als Romans i va utilitzar aquesta plataforma per presentar una nova doctrina del cristianisme; aquell on la fe en Déu era més important que les bones accions. Les comunes de loci van contribuir a l'augment gradual de la tradició escolàstica luterana, i els teòlegs posteriors Martin Chemnitz, Mathias Haffenreffer i Leonhard Hutter la van ampliar. Melanchthon va continuar donant conferències sobre els clàssics.
En un viatge el 1524 a la seva ciutat natal, es va trobar amb el llegat papal, el cardenal Lorenzo Campeggi, que va intentar treure'l de la causa de Luter. En el seu Unterricht der Visitatorn an die Pfarherrn im Kurfürstentum zu Sachssen (1528) Melanchthon va presentar la doctrina evangèlica de la salvació així com les normes per a esglésies i escoles.
El 1529, Melanchthon va acompanyar l'elector a la Dieta de Speyer. Les seves esperances de persuadir el Sacre Imperi Romanogermànic perquè reconegués la Reforma no es van complir. Una actitud amistosa cap als suïssos a la Dieta va ser una cosa que després va canviar, anomenant la doctrina de Huldrych Zwingli de la Cena del Senyor un dogma impiu.

## Confessió d'Augsburg

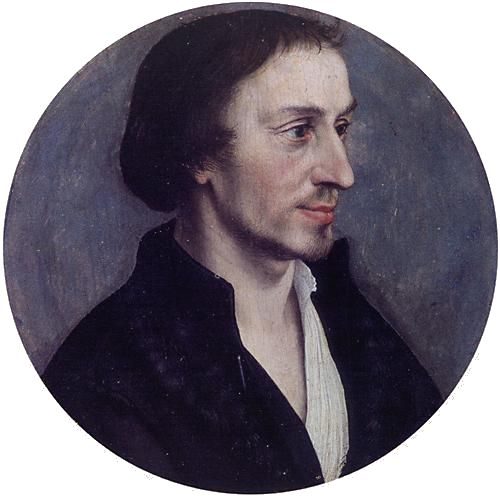
Retrat de Hans Holbein el Jove, c. 1530-1535

El 1530 va escriure la Confessio Augustana (1530), un escrit encara fonamental de les esglésies luteranes i que va ser presentat a la Dieta d'Augsburg el 25 de juny del 1530 com un text de concòrdia amb el catolicisme. Amb la seva obra Oratio pro Luthero (Arenga a favor de Luter) va oposar-se al teòleg del vaticà Tomaso Radini. Va intentar de mitjançar en el conflicte entre Luter i Erasme.
Tot i que la confessió es basava en els articles de Marburg i Schwabach de Luter, va ser principalment obra de Melanchthon; encara que es pensava comunament com una declaració de doctrina unificada pels dos reformadors, Luter no va amagar la seva insatisfacció amb el seu to irènic. De fet, alguns criticarien la conducta de Melanchthon a la Dieta com a improcedent del principi que va promoure, implicant que la fe en la veritat de la seva causa hauria d'haver inspirat Melanchthon a una postura més ferma i digna. Altres assenyalen que no havia buscat el paper d'un líder polític, suggerint que semblava que no tenia l'energia i la decisió necessàries per a aquest paper i que potser simplement havia estat un jutge enlluernador de la naturalesa humana.
Melanchthon va representar a Luter a la conferència, ja que Luter no podia anar-hi. Carles V havia convocat la Dieta d'Augsburg per tal d'unir grups religiosos davant d'una possible guerra amb l'Imperi Otomà. Tanmateix, malgrat tots els esforços i intents de compromís, no hi va haver cap reconciliació entre catòlics i luterans.
Des del 1529 va activar-se políticament. Va acompanyar l'elector Joan el Constant de Saxònia a l'assemblea de protesta (Protestationsreichtstag) dels prínceps alemanys seguidors del protestantisme a Espira, i des d'aleshores va esdevenir un portaveu respectat a totes les assemblees. Va ser un humanista i pedagog reconegut, tenint entre els seus alumnes l'indomit Tilemann Hesshusius. Tant en vida com després va ser una autoritat reconeguda, sobretot perquè va reeixir a convèncer el món acadèmic de a la reforma protestant.
Després de parlar de la confessió i de la resposta oficial, es va elaborar la Confutació Pontifícia de la Confessió d'Augsburg. Melanchthon va escriure una resposta a això que es va conèixer com a Apologia de la Confessió d'Augsburg.
Melanchthon es va instal·lar aleshores en la relativa tranquil·litat dels seus treballs acadèmics i literaris. La seva obra teològica més important d'aquest període va ser el Commentarii in Epistolam Pauli ad Romanos (Wittenberg, 1532), destacable per introduir la idea que estar justificat significa ser considerat just, mentre que l'Apologia havia col·locat al costat de la significats de ser fet just i ser comptat just.
El 1540, va produir una edició revisada, la Variata, que va ser signada per Jean Cauvin. La principal diferència està en el tractament de la presència real a la Cena del Senyor. Moltes esglésies luteranes especifiquen que subscriuen la Confessió d'Augsburg inalterada, a diferència de la Variata.

## Polèmiques a la dècada de 1530
Melanchthon va tenir un paper important en les discussions sobre el Sopar del Senyor que van començar el 1531. Va aprovar la Wittenberg Concord de Bucer i va discutir la qüestió amb Bucer a Kassel el 1534. Va treballar per a un acord sobre aquesta qüestió, ja que els seus estudis patrístics i el Diàleg (1530) de Johannes Oecolampadius l'havien fet dubtar de la correcció de la doctrina de Luter.
La mort de Zwingli i el canvi de la situació política van canviar la seva postura anterior respecte a un sindicat. Bucer no va arribar a creure amb Luter que el veritable cos de Crist a la Cena del Senyor és mossegat per les dents, però va admetre l'ofrena del cos i la sang en els símbols del pa i el vi. Melanchthon va discutir els punts de vista de Bucer amb l'adherent de Luter, però el mateix Luter no acceptaria que velés la disputa. La relació de Melanchthon amb Luter no pel seu treball de mediació, encara que durant un temps Luter va sospitar que Melanchthon era gairebé de l'opinió de Zwingli.
Durant el seu temps a Tübingen el 1536 Melanchthon va ser durament criticat per Cordatus, predicador a Niemeck, ja que havia ensenyat que les obres són necessàries per a la salvació. En la segona edició del seu Loci (1535), va abandonar la seva anterior doctrina estricta del determinisme i, en canvi, va ensenyar el que va anomenar sinergisme. Va repudiar les crítiques de Cordatus en una carta a Luter i els seus altres col·legues, afirmant que mai s'havia allunyat dels seus ensenyaments comuns sobre aquest tema i que en la polèmica antinòmiana de 1537 Melanchthon estava en harmonia amb Luter.

## Polèmiques a la dècada de 1540

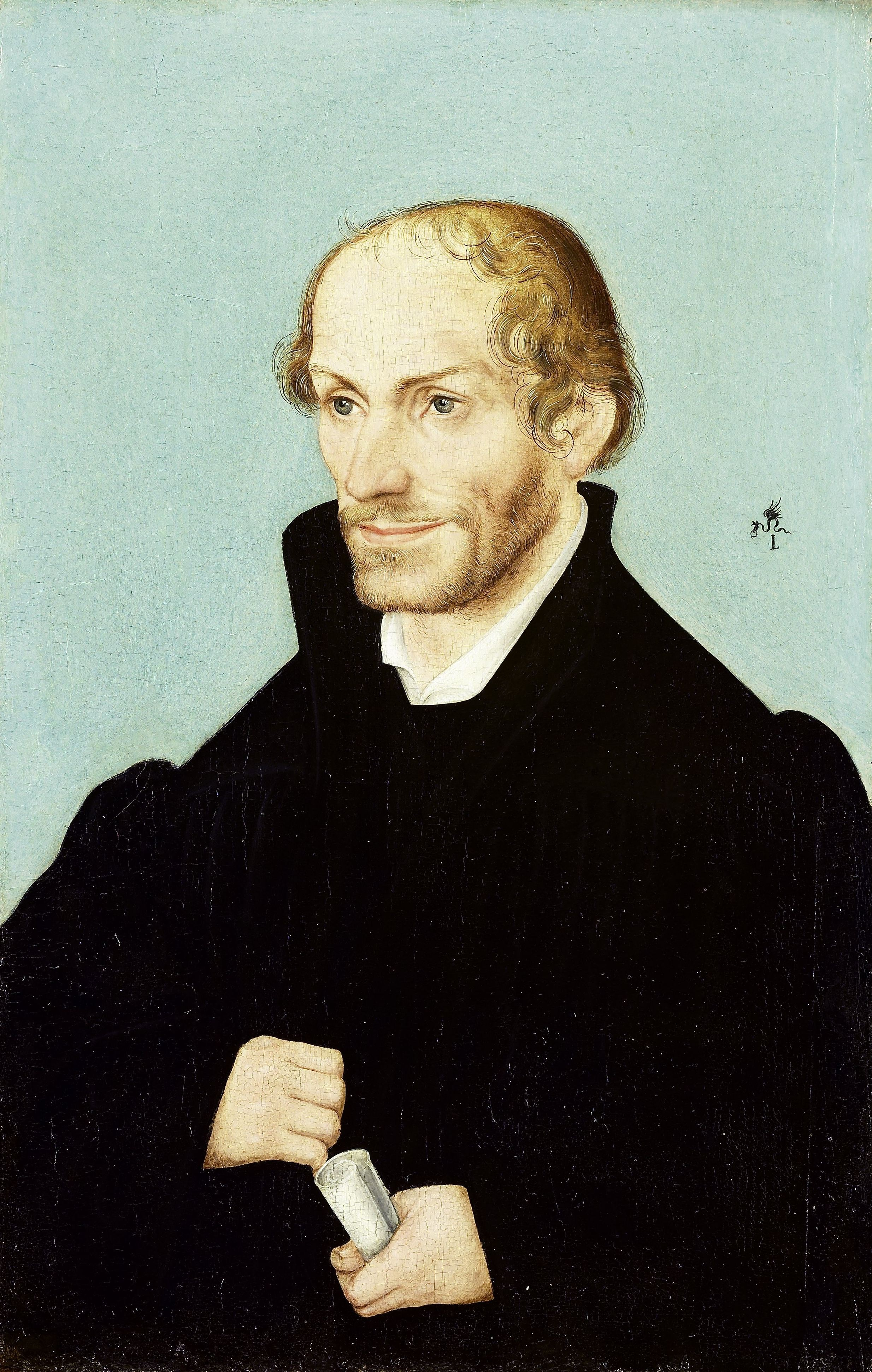
Retrat de Philip Melanchthon, 1537, de Lucas Cranach el Vell

Melanchthon va enfrontar controvèrsies sobre els Interims i l'Adiàfora (1547). Va rebutjar l'Ínterim d'Augsburg, que l'emperador volia imposar. Durant les negociacions sobre l’interí de Leipzig va fer concessions controvertides. En acceptar diversos usos catòlics, Melanchthon va sostenir que són adiàfores, si no es canvia res en la doctrina pura i els sagraments que Jesús va instituir. No obstant això, va ignorar la posició que les concessions fetes en aquestes circumstàncies han de ser considerades com una negació de les conviccions evangèliques.
Melanchthon més tard es va penedir de les seves accions.
Després de la mort de Luter, molts el van veure com el líder teològic de la Reforma alemanya encara que els gnesio-luterans dirigits per Flaci Illiric l'acusaren a ell i els seus seguidors d’heretgia i apostasia. Melanchthon va suportar les acusacions amb paciència, dignitat i autocontrol.
En la seva polèmica sobre la justificació amb Andreas Osiander Melanchthon va satisfer totes les parts. També va participar en una polèmica amb Stancaro, que sostenia que Crist era la nostra justificació només segons la seva naturalesa humana.

## Polèmiques a la dècada de 1550

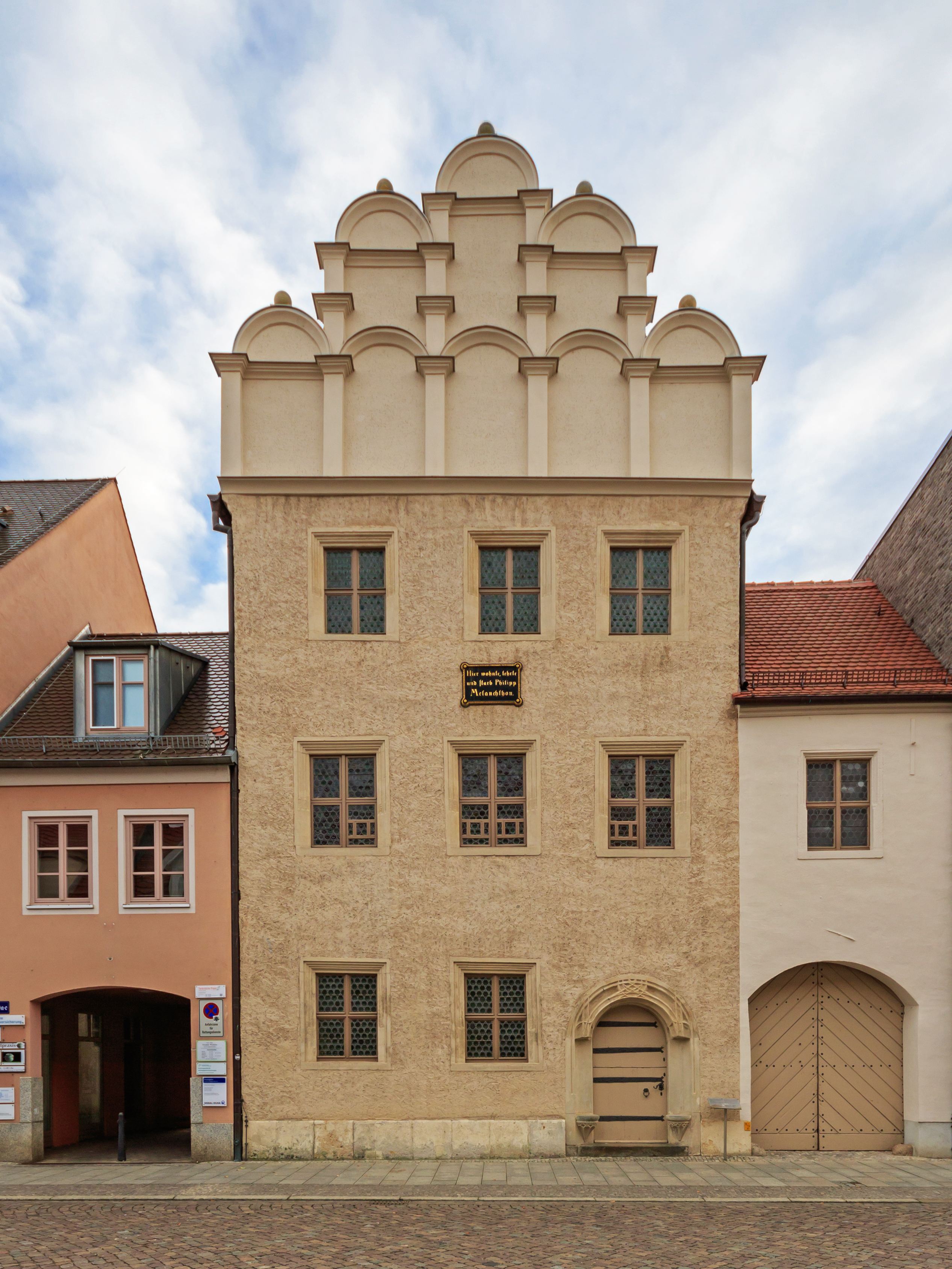
La casa de Melanchton a Wittenberg

L'any 1552 l'elector de Saxònia es va declarar disposat a enviar diputats a un concili que es convocaria a Trento, però només amb la condició que els protestants participessin en les discussions i que el Papa no fos considerat com a president i jutge. Aquesta declaració es va deure en part als consells de Melanchthon. Com que es va acordar enviar una confessió a Trento, Melanchthon va redactar la Confessio Saxonica, una repetició de la Confessió d'Augsburg, discutint amb més detall els punts de controvèrsia amb Roma. De camí cap a Trento el març de 1552, va veure els preparatius militars de Maurici de Saxònia, i després d'arribar a Nuremberg, va tornar a Wittenberg, ja que Maurici s'havia tornat contra l'emperador. Després del seu retorn, la condició dels protestants es va fer més favorable i ho va ser encara més a la pau d'Augsburg (1555). No obstant això, les dificultats de Melanchthon van augmentar a partir d'aquell moment.
Els darrers anys de la seva vida van ser amargs per les disputes sobre l'Interim i la polèmica acabada de començar sobre el Sopar del Senyor. Com que l'afirmació les bones obres són necessàries per a la salvació va aparèixer a l'Interim de Leipzig, el 1551 els seus oponents luterans van atacar Georg Major, amic i deixeble de Melanchthon. Melanchthon va abandonar la fórmula per complet, veient amb quina facilitat es podia entendre malament.
Els seus oponents van continuar anant contra ell, acusant-lo de sinergisme i de zwinglianisme. En el Col·loqui de Worms de 1557 al qual havia assistit de mala gana, els partidaris de Flaci i els teòlegs saxons van intentar humiliar-lo com a heretge. Melanchthon va perseverar en els seus esforços per la pau de l'església, suggerint un sínode del partit evangèlic i redactant el Recess de Frankfurt, que va defensar més tard dels atacs.
Les polèmiques sobre la Cena del Senyor van amargar els darrers anys de la seva vida. La renovació d'aquesta disputa es va deure a la creixent acceptació de la doctrina calvinista i la seva influència sobre Alemanya. No va estar mai d'acord amb això, i la presència personal i l'autoimpartició de Crist a la Cena del Senyor van ser especialment importants per a ell, encara que no va indicar definitivament com es relaciona el cos i la sang amb això. Encara que rebutjant l'acte físic de la masticació, va assumir tanmateix la presència real del cos de Crist i, per tant, també una autèntica auto-impartició. També es diferenciava de Calví en emfatitzar la relació del Sopar del Senyor amb la justificació.
Melanchthon va veure qualsevol veneració dels sants de manera més aviat crítica, però va desenvolupar comentaris positius sobre Maria.
A les seves Anotacions a Evangelia, va escriure un estudi sobre Lluc 2:52 i va parlar de la fe de Maria. Va assenyalar que guardava totes les coses al seu cor, cosa que per a ell era una crida/anomena a l'església a seguir el seu exemple. Creia que Maria va ser negligent quan va perdre el seu fill al temple, però no va pecar. També creia que Maria va ser concebuda amb pecat original com qualsevol altre ésser humà, però se'n va salvar de les conseqüències. Com a tal, es va oposar a la festa de la Immaculada Concepció, que aleshores no era un dogma, sinó que es celebrava a diverses ciutats i havia estat aprovada al Concili de Basilea el 1439.  Va declarar que la Immaculada Concepció era un invent dels monjos. Va veure Maria com una representació (Typus) de l'església i creia que al Magníficat, Maria parlava per tota l'església. Sota la creu, Maria va patir com cap altre ésser humà; com a tal, creia que els cristians s'havien d'unir amb ella sota la creu, per arribar a ser com Crist.

## Punts de vista sobre la filosofia natural
En donar una conferència sobre el Librorum de judiciis astrologicis de Ptolemeu entre 1535 i 1536, Melanchthon va expressar als estudiants el seu interès per les matemàtiques, l'astronomia i l'astrologia gregues. Va considerar que un Déu decidit tenia raons per exhibir cometes i eclipsis. Va ser el primer a imprimir una edició parafrasejada del Tetrabiblos de Ptolemeu a Basilea, 1554. La filosofia natural, al seu parer, estava directament vinculada a la Providència, un punt de vista que va influir en el canvi curricular després de la Reforma protestant a Alemanya. En el període 1536-1539 va participar en tres innovacions acadèmiques: la refundació de Wittenberg seguint línies protestants, la reorganització de Tübingen i la fundació de la Universitat de Leipzig.

## Obres
- Loci communes rerum theologicarum 1521
- Unterricht der Visitatoren an die Pfarrherren im Kurfürstentum Sachsen 1527
- Confessio Augustana 1530
- Apologie des Augsburgischen Bekenntnisses 1531
- Traktat über die Gewalt und den Primat des Papstes 1537
- Von der Kierchen und alten Kierchenleren; Das die Fursten aus Gottes beuelh vnd gebot schuldig sind; Widder den unreinen Bapsts Celibat und verbot der Priesterche, 1540 (Digitalització)
- Tetrabiblos 1553 (Traducció al llatí de l'obra de Claudi Ptolemeu) ISBN 978-3-925100-17-8

## Uns monuments destacats

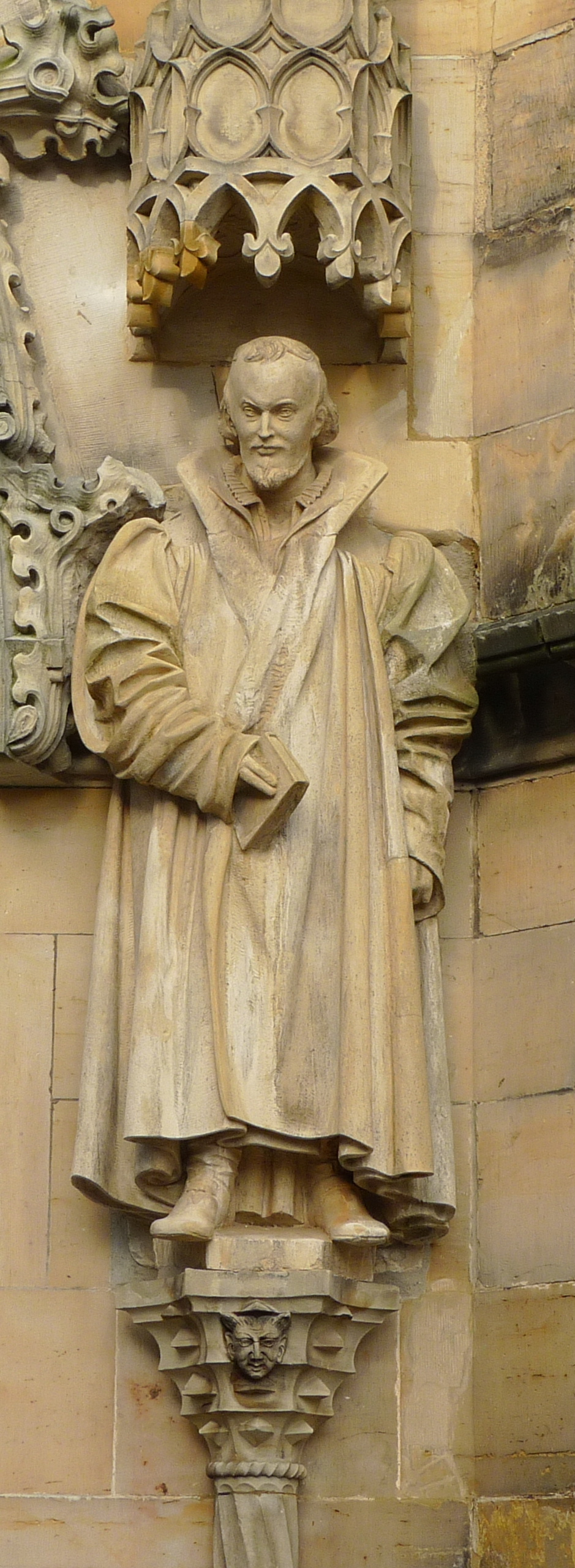
Escultura al portalBrautportal de l'església Margalida de Gotha
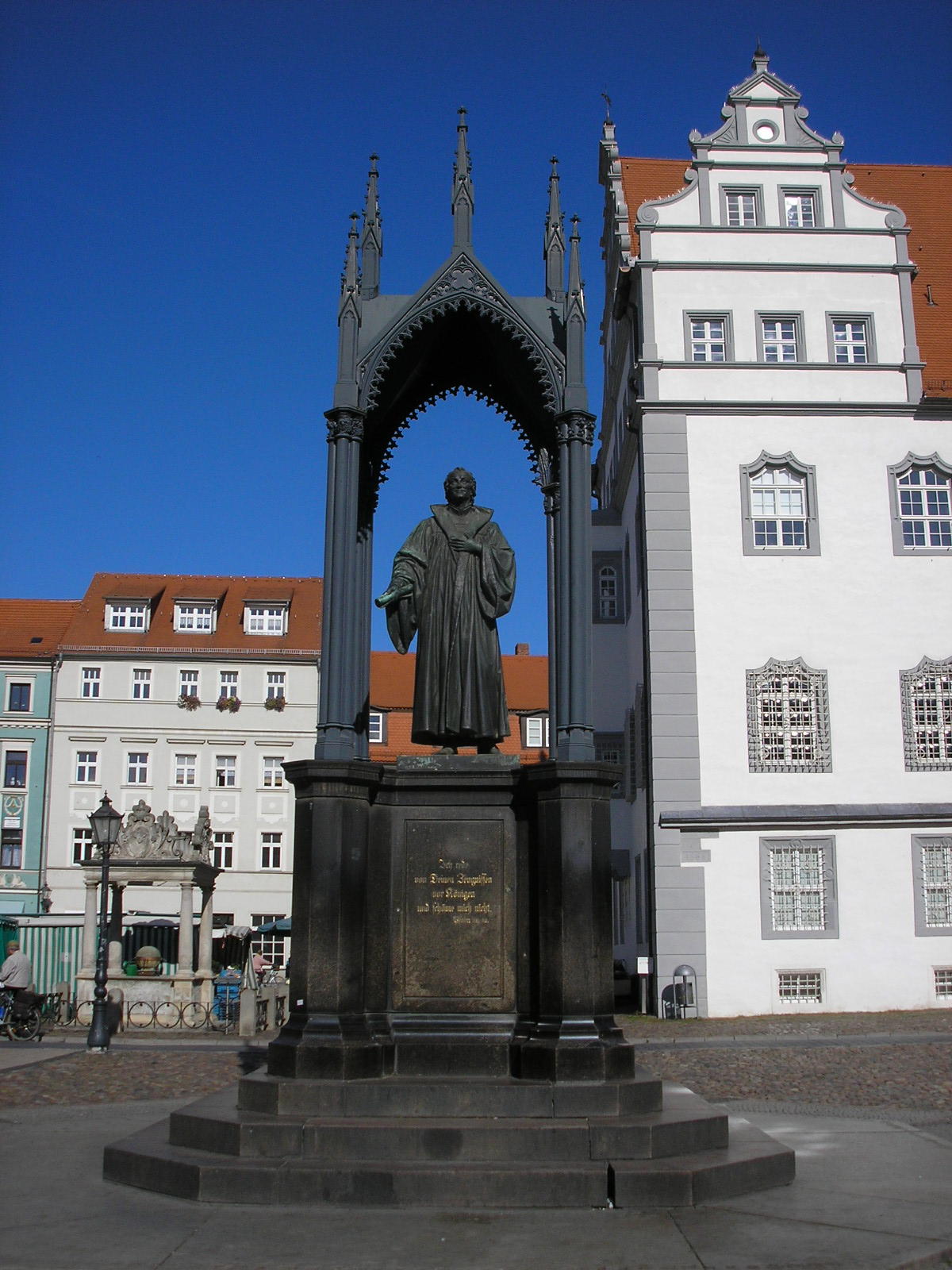
Monument a la plaça major de Wittenberg
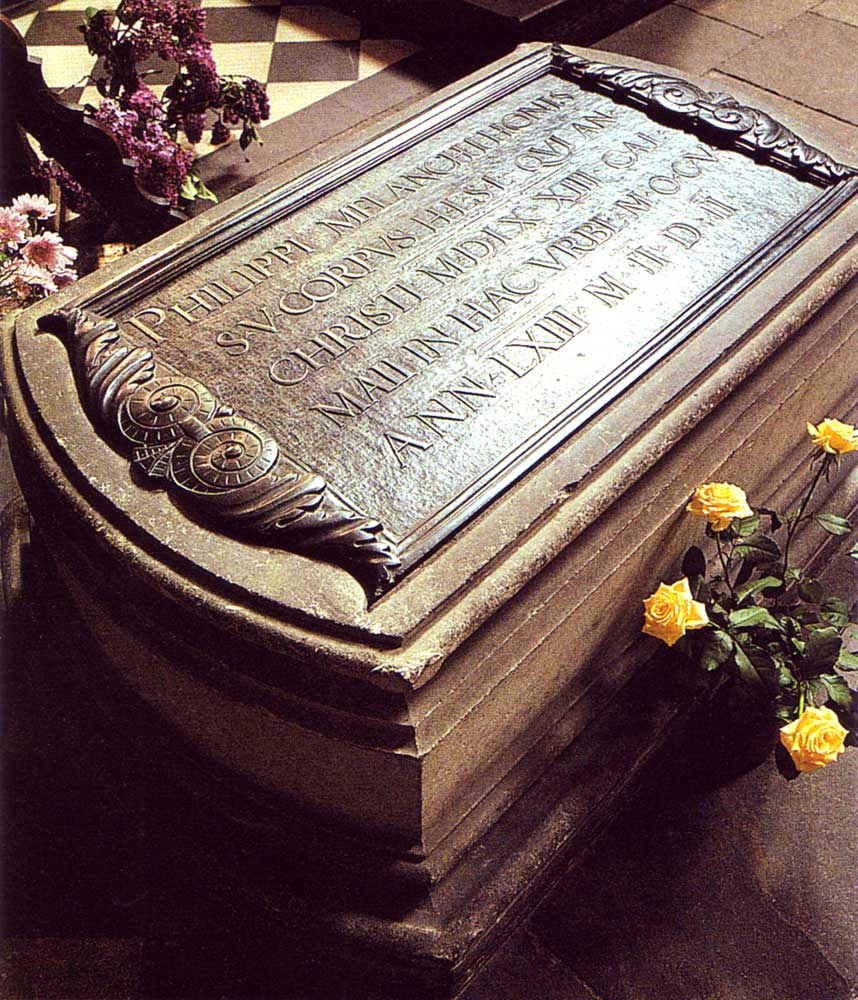
Sepultura a l'església del castell de Wittenberg

- Casa Melanchton a Bretten, reconstrucció del 1897 de la casa nadal, cremada el 1689
- Melanchthonhaus Wittenberg la casa on va viure i morir a Wittenberg
- Escultura a Nürnberg, de Jacob Daniel Burgschmiet, 1826
- Escultura a la plaça major de Wittenberg, de Friedrich Drake, 1865

## Música
- En la seva mort el compositor Christoph Praetorius, li dedicà un cant.[27]